# カーリン・テュリヒ
カーリン・テュリヒ（Karin Thürig、1972年7月4日 - ）は、スイス、ローテンブルク出身の女子自転車競技、トライアスロン選手。妹、アンドレア・テュリヒも自転車競技選手として活動中。
自転車競技ではタイムトライアル系種目で実績を挙げており、過去に世界選手権自転車競技大会・個人タイムトライアル(ITT)を2回優勝。またオリンピックのITTでは、2004年のアテネオリンピック、2008年の北京オリンピックでは、いずれも銅メダルを獲得している。
デュアスロンでは、2001年、2002年に世界選手権並びにワールドカップで優勝。トライアスロンでは4回の優勝歴がある。